# 프랑스의 교육
본 문서는 프랑스의 교육에 관한 내용을 담고 있다. 프랑스는 유럽 서부의 공화국으로서 선진 민주주의 국가의 하나로 발전하여 왔으며, 문화·교육 면에서도 높은 수준을 자랑하고 있다. 프랑스인의 특성으로는 합리성·명석·실증주의 정신을 중요시하는 점 등을 들 수 있으며, 교육제도에 있어서도 철저한 실력주의를 특색으로 하여 왔다. 그러나 한편으로는 여러 사람들이 교육을 받을 수 있는 기회에서 제외된 난점도 있었다. 그래서 이를 조화시키는 가운데 참다운 교육개혁을 꾀하는 노력이 계속되고 있다.

## 역사
1789년의 대혁명 이전에는 교육을 나라의 일이 아니라 하여, 교육에 대한 국가정책다운 것이 없었다. 당시의 교육체제란 일부 소수의 지적 선량(知的選良：elite)을 육성하기 위한 것과 로마 가톨릭 교회가 구제사업으로 행하는 것의 두 가지가 있었다. 한편 일반 민중의 자제를 위한 교육은 후자의 자선학교에서 취급될 뿐이었다. 그리하여 이것이 아주 최근까지의 프랑스 학교계통의 특색인 복선형의 바탕을 이루어 왔다.
1791년의 헌법은 '모든 시민에게 공통적이고, 모든 사람들에게 필요한 무상의 공교육(公敎育)을 조직한다.'라고 정하고, 이에 이어지는 18세기 초엽의 나폴레옹 제제(帝制)는 교육을 국가적인 사업으로 하는 혁명기의 사상을 이어받아 강화하고, 중앙집권적인 교육행정조직을 정비하였다. 그 후에 기조(F.P.G. Guizot)·폴 및 뒤르이 등의 개혁을 거쳐, 1870년대에 '비종파·공통·의무'를 3원칙으로 하는 교육을 국비의 부담으로 행하여야 한다는 민중교육사상이 일반화되고, 1879년의 선거에서 공화파가 승리하고 페리가 공교육장관이 되자, 근대적인 국민교육제도의 기초가 잡히게 되었다.
1880년대에 초등교육의 무상(無償), 6세에서 13세까지의 의무교육, 공교육에 있어서의 교육의 비종파성의 3원칙이 확립되고, 또한 고등교육 체제가 조직화되었다. 그리고 제1차대전 후 사회경제의 발전에 수반하는 교육개혁의 움직임이 높아져 '통일학교'의 운동이 추진되었고, 1937년 전후에 쟝 제이(Jean Zay) 교육부장관의 개혁(초등·중등 교육간의 사회계층적인 차별을 제거하고, 연령 발달관계에 의한 구분에 의해서 교육단계를 구분하는 일 등)이 있게 되었다.
제2차 세계대전 후에 제4공화제는 교육제도를 새로이 재건하였는데, 그 기본원리로서 다른 여러 나라의 교육개혁에도 큰 영향을 끼친 것이 1947년의 랑주방 개혁안이다. 그리고 1958년 드골 대통령에 의한 제5화제의 성립 직후에는 베르트당 개혁(1959년)이 공포·시행되었으며, 본격적인 교육개혁이 실시과정으로 옮겨졌다. 그 후 후기 중등교육을 중심으로 한 1965년의 프셰 개혁이나, 고등교육에 관한 1968년의 폴 개혁이 행해지고 있다.

## 교육제도의 특색
프랑스 교육제도의 특색으로는 다음과 같은 것을 들 수 있다.
1. 교육은 국가적 직무로 되어 있어, 중앙집권적인 교육행정제도 밑에서 공립 중심으로 행해지고 있으며, 수업과목의 종류나 교육내용 등은 세밀하게 규정되어 있고, 지방적인 차이는 전혀 없는 것이 제1의 특색이다.
2. 공립학교에 있어서는 1880년대에 종교교육이 배제되었으나, 한편 사립학교의 자유는 인정이 되고 있다. 그러나 사회에 진출하기 위한 주요한 자격이 국가시험의 형식을 취하는 경우가 많으므로 자연히 사립학교의 교육도 실질적으로는 공립학교의 교육에 준할 수밖에 없다. 사립학교의 대부분은 기독교 관계의 학교이며, 이 밖에 직업교육을 행하는 학교도 있으나, 특히 고등교육에 있어 사립학교가 차지하는 비중은 아주 낮다.
3. 학교교육의 계통은 이른바 복선형을 취하여 왔으나, 이를 없애기 위한 교육이 행하여지고 있으며 계층적인 교육, 지적 교육편중 등에 대한 반성에서, 능력에 부응시킬 수 있는, 다양하면서도 외곬이 아닌 교육계통을 만들려고 힘쓰고 있다.
4. 교육제도의 개혁은 장기적인 실험을 쌓은 바탕 위에서 행하여지고 있으며, 실험학교를 설치하여 장기간 연구를 하거나 새로운 조직과 방법을 조금씩 실시하면서 낡은 것을 제거해 나간다는 형식을 취하고 있다.
5. 학교교육에 있어서는 단순히 연수가 차면 진급하는 것이 아니라, 시험 또는 성적 판정에 의한 과정 수료주의를 취하고 있다. 수업 연한의 기준은 있으나 실제적으로 학년과 연령이 일치하지는 않는다. 생활연령보다 정신이나 능력의 발달정도를 중시하고 있기 때문이다.
6. 시험은 '낙방'시키기 위해서가 아니라 '수준을 지키기 위해서' 실시하고 있다. 이 때문에 똑같은 학급에서 재수하는 일이 흔하다. 초등학교에서도 수료시험에 합격하는 것은 수험자의 약 8할이다. 그러나 다만 의무교육만은 연령제여서 수료증서의 취득과 관계없이 소정의 연령이 되면 의무교육을 마치게 된다.
7. 학교교육 이외의 근로청소년이나 성인에 대한 교육적 조직이 있는데, 이것은 프로모션 소셜(promotion social)[1]이나 생애교육[2]으로 정비되어 있다.

## 교육행정·자문기관·연구기관
교육행정은 교육부→대학구(大學區)→주(州)→초등교육 장학관구라는 계통에 의해 중앙집권적으로 행하여지고 있는데, 그것은 많은 자문·협의기관의 존재와 동등한 위치를 이루고 있으며, 이들 기관에는 현장의 교원도 많이 참가하고 있다. 중앙교육심의회·각국심의회·전문동수협의회(專門同數協議會)나 인사(人事)동수위원회·주(州) 초등교육평의회 등, 교육이나 연구에 관한 전문적 기관으로는 기술연구기관으로서 '콜레주 드 프랑스'나 국립과학 연구센터, 교육연구 및 연수기관으로서 국립교육연구소·지방교육 자료센터 그리고 세브르 국제교육연구센터 등이 있다.

## 학교 교육
의무교육은 만 6세 때부터 시작되는데, 그 마지막 단계는 1959년의 개혁에 의해 14세에서 16세로 2년간 연장되었다. 이 연장은 1967년도부터 적용되고 있다. 한편 의무교육은 가정에 있어서의 부모 또는 부모가 선택한 인물이 실시해도 무방하게 되어 있다.
취학 전 교육이 잘 보급되어 있음은 프랑스교육의 특색이다. 만2세부터의 유아에 대해서는 유치원 또는 유치원 부설 유아학급이 설치되어 있으나, 그의 약 9할이 공립이다. 연령별 재적률은 2세 14%, 3세 51%, 4세 79%, 5세 98%이다.
초등교육은 주로 초등학교에서 행하고 있는데, 전기(前期) 중등교육에 해당하는 과정에 초등 보습교육(補習敎育)을 행하는 일도 있다.
초등학교는 과거에는 8년제(6-14세)였으나 1959년의 개혁에 의해 11세까지의 5년제가 되었다. 중등교육은 초등학교 5개년을 수료한 다음에 진학하는 7년제의 '리세(Lycée)', 4년제의 보통교육 '콜레주(Collège)'와 중등교육 '콜레주', 후자를 수료한 자가 진학하는 3년제의 기술 '리세'와 4년제의 사범학교, 초등학교 8개년을 수료한 자가 진학하는 3년제의 기술교육 '콜레주'에서 행하고 있다.
이와 같이 중등교육의 학교 종류는 많았는데, 1959년의 개혁 및 그 후의 개혁에 의해 초등학교는 5개년이 되어, 그 수료자를 모두 4년제의 전기 중등교육학교(중등교육 콜레주)에 수용하고, 후기 중등교육은 3년제의 '리세'와 2년제의 제2기 '콜레주'에서 담당하도록 단순화되었다.  초등교육의 경우는 남녀공학이 원칙이나 증등학교에서는 남녀의 구별이 있으며 1986년 자료에 의하면 교육비 지출이 GNP의 3% 수준으로 나타났다.4년 간의 전기 중등교육은 정식으로는 제1기 과정이라고 부르는데, 관찰·지도과정으로 통칭되고 있다. 그러나 몇 개로 코스가 나누어지기도 하고, 또한 과도기에는 추이학급(推移學級)이나 완결과정 및 초등학교 완성급 등이 있다.
한편 의무교육 연한의 연장에 따라 1967년도에는 2년제의 직업교육과가 신설되었다. 코스의 분류는, 전기중등교육의 경우에는 고전과·근대과, 후기 중등교육의 경우에는 A·B·C·D·E과(科) 및 중급 기술자 면허증이나 직업 적임증 등 직업의 자격에는 여러 종류의 코스가 있다.  후기 중등교육의 수료자격은 바칼로레아(baccalauréat)·중급 기술자 면허증 등이다.
고등교육은 국립종합대학·국립전문대학 및 사립의 고등교육기관으로 되어 있는데, 양적으로 대표적인 것이 국립종합대학이다. 1968년에 23개교에서 약 60만 명의 학생들을 포용하였고, 국립전문대학(grandes écoles)은 약 160개교, 학생은 3만 명인데, 이것은 사립고등교육기관 40개교의 3만 명에 비해 큰 비중을 차지하고 있다.  그리고 문(文)·이(理)·법경(法經)·의(醫)·약(藥) 및 신학의 6종류가 되는 학급제 밑에 학사호(學士號)·수사호(修士號)·박사호 등의 자격을 수여하고 있으나, 1968년의 폴 개혁으로 유니테 제도를 중심으로 한 큰 변혁이 가하여지고 있다. 바칼로레아 자격의 소유자만이 입학이 허용되는데, 학사호를 취득할 수 있는 것은 입학자의 약 3할이라고 한다.  국립전문학교에는 고등사범학교 등 국립종합학교보다 오히려 정도가 높은 것도 있는데, 특별한 입학시험으로 입학자를 엄선하여 뽑고 있는 것이 특색이다. 사립고등교육기관은 기독교 계통의 것과 특정한 직업교육을 행하는 것이 있다.
교원양성은 사범학교 및 고등사범학교에서 계획적으로 행하여지고 있다. 그러나 중등교육의 급속한 확대에 수반하여 중등교원의 대부분은 국립종합대학에서 양성되고 있다. 교원 자격증은 초등교원 자격·아그레가숑 자격, 중등교원 자격, 중등기술교원 자격 등의 여러 자격이 있으나, 실제로 교원이 되기 위해서는 이들 교원자격증이 없어도 일정한 자격요건만 갖추고 있으면 된다. 그 대신 신분·우대에 큰 차이가 있다.
학년은 9월에 시작되어 6월에 끝난다. 주 5일이 원칙이며, 초등·중등교육의 경우에는 목요일이 휴일이다. 주당 수업시간은 교육부령으로 정하여지며, 초등학교는 27시간, 전기 중등교육은 24-30시간, 후기 중등교육의 보통과정은 25-35시간, 기술 '리세'는 30-40시간이다. 학급 규모는 보통 40명인데, 추이학급과 완결과정은 30명, 제2기 과정의 최상급은 50명으로 정하여지며, 또한 관찰·지도과정의 경우 수업시간의 약 3분의 1은 24명 이하로 되어 있다.

### 교육 단계
프랑스의 교육제도는 우측의 도표에서 살펴볼 수 있듯이 크게 세 단계로 나뉜다.

#### 초등 교육
프랑스의 학교 교육은 초등학교 1학년인 6세부터 의무이다. 하지만 유치원(école maternelle)들이 지방의 초등학교와 연계되어 있어서 많은 부모들은 그들의 자녀를 3세정도부터 보내기 시작한다. 몇몇은 심지어 2세때부터 본질적으로 보육원인 classe pré-maternelle에 보낸다. 학생들이 처음 읽기를 접하는 유치원의 최고 학년(grande section)은 아주 중요한 단계이다. 유치원을 마치고, 어린 학생들은 초등학교로 진학한다. 1학년때 그들은 쓰는 법을 배우고, 읽기를 완성한다. 많은 다른 교육제도처럼, 프랑스 초등학교 학생은 프랑스어, 수학, 자연과학, 역사, 지리학 등 많은 과목을 가르치는 한 명(혹은 두 명)의 교사에게 배운다.

#### 중등교육
프랑스의 중등교육은 두 개의 학교로 분리된다.
- 초등학교 마친 직후, 꼴레주(collège)에서 4년. 한국의 중학교에 해당.
- 리세(lycée)에서 나머지 3년. 한국의 고등학교에 해당.

중등 교육과정을 모두 마치면 학사 학위를 받는다.

##### 중학교(꼴레주) 졸업장(명예 진급)
중학교 졸업장은 학생이 따는 최초의 공식 학위이다. 지금은 고등학교에 진학하기 위한 필수 사항이다. 학교는 중학교 4학년 전체로 반을, 그 전 해인 3학년을 반으로 하여 지표로 사용한다. 그러나 2007년부터는 4학년만 평가에 사용된다. 나머지 반은 기말고사를 사용한다. 학생들은 프랑스어, 수학, 역사/지리만을 시험본다. 2017년부터는 과학이 추가되어 기술, 물리화학, 지구과학 중 2가지 과목을 추가로 본다. 총 700점 만점 중 400점은 내신으로 들어가고 100점은 프랑스어 말하기/발표 시험 나머지 300점은 기말고사로 얻을 수 있다.
그러나 이러한 série들은 완전한 전문화가 아니고 모든 bac 교수는 그의 관할구역 안에서 그가 원하는 과목과 부합한다면, 구역 내 어느 대학이라도 통합을 할 권리가 있다. 시리즈를 이수한 학생은 고등학교 교육만으로 과학 대학에서 성공할 만큼의 충분한 과학적 지식을 가질 수 없기 때문에 바깔로레아와 대학의 과(분야)가 다른 경우는 매우 적다.
기술 바깔로레아(baccalauréat technologique)와 직업 바깔로레아(baccalauréat professionnel)도 있다.

#### 고등교육
다른 나라에 비해 프랑스 고등교육의 놀라운 점은 작은 규모와, 다목적의 규율로 다양화된 설립의 다중성이다. 낭시(Nancy)나 그르노블(Grenoble)과 같은 프랑스의 중형 도시는 2~3개(예를 들어 과학, 사회)의 대학을 갖고 있을 수 있고, 다른 많은 공학 및 특성화된 고등교육 기관이 있을 수 있다. 예를 들면, 파리와 교외에 13개의 대학이 있는데, 그것들은 전혀 전문화되지 않았고, 아주 전문적인 작은 단위의 교육기관들이 있다.
더 많은 과목들을 제공하기 위해 몇 개의 교육기관들이 함께 하나의 학위 과정을 운영하는 것은 이상한 일이 아니다.
파리 국립광업학교, 에콜 센트랄 파리, 에콜 폴리테크니크와 같은 공대에서는 오랜 기간 고정강의를 하는 교수들이 수업하는 것이 아니라 돈을 받고 한 과목만 집중적으로 가르치는 시간 강사들이 더 많은 것이 흔한 일이다. 이 시간제 교수들은 주로 이웃의 대학이나, 연구소 혹은 산업현장에서 고용해 온다.
또 다른 프랑스 고등 교육의 창의적인 점은 많은 양의 과학 연구가 대학에서 행해지는 것이 아니라, CNRS나 INSERM과 같은 연구 기관에서 행해진다는 것이다. 대부분의 경우 대학(또는 다른 고등교육기관)안에 그들의 연구단위가 마련되어 있으며, 대학과 연구기관이 협력하여 운영된다. 또한 연구원들이 몇 개의 대학원 강의를 하는 것도 매우 흔한 일이다. 그러나 이 연구원들은 대학의 일반 교수진에 속하지는 않는다.
이러한 점들이 세계 대학순위에서 사용되는 평가기준이 프랑스 대학을 과소평가하는 결과를 낳을 수도 있다.
또 하나의 특징은 학비가 낮다는 점이다. 고등 교육은 국영이라서 돈을 적게 낸다. 대학과 교육수준에 따라서 150에서 400유로정도이다. 석사 학위를 받는 데(5년 내)750~2,000유로 정도밖에 들지 않는다. 게다가 저소득층 자녀는 장학금을 신청할 수도 있다. 장학금을 받는 학생은 아주 적은 수업료와 교재비를 내고, 다달이 수당도 받는다. 그러나 공학계 학교의 수업료는 1년에 5000유로까지 들 수도 있고, 몇몇 경제학교들은 1년에 8000유로까지 징수한다.
학생들의 건강보험은 25세까지 무료이기 때문에 생활비와 책값만 더하면 된다.

##### 바깔로레아(학사 학위)
바끄(bac)라고도 불리는 바깔로레아(Baccalauréat)는 학생들이 대학 진학, 수업준비 혹은 전문적인 삶을 살기  위해 필요한 고등학교 졸업장이다. 바깔로레아는 학위와 그 시험 자체를 나타낸다. 이것은 한국의 수능, 영국의 A-Levels, 미국의 SAT, 아일랜드의 Leaving Certificate, 오스트레일리아의 Higher School Certificate, 독일의 Abitur와 비슷하다.
대부분의 학생들이 치는 일반 바깔로레아(baccalauréat général)에는 세가지 종류가 있다.
- S(série scientifique)는 자연과학, 물리나 수학에 관련되어 있다. 한국의 이과에 해당한다.
- ES(série économique et sociale)는 경제와 사회과학과 연관이 있다. 이과와 문과의 중간으로 볼 수 있다.
- L(série littéraire)은 프랑스어, 외국어, 철학과 관련이 있다. 한국의 문과에 해당한다.

##### 국립대학
프랑스의 국영대학의 이름은 대학 근처의 큰 도시의 이름을 따서 붙이고, 여러 개가 있으면 숫자를 붙인다. 13개의 대학이 있는 파리에서 대학의 이름은 Paris I부터 Paris XIII이다. 그러나 대부분은 파리시 바깥쪽 교외에 있다. 프랑스 시스템은 지금 유럽 대학의 표준을 만들자는 Bologna process 라는 것을 하고 있다. 학사학위에 3년, 석사에 2년, 박사에 3년을 계획했다.

##### 그랑제콜
그랑제콜(Grandes écoles & classes préparatoires, 줄여서 CPGE)은 프랑스가 자랑하는 독특한 고등교육제도이다. 일반대학과 그랑제콜의 차이점은 지원자격, 선발방법, 수업 연한, 교육방법 및 졸업후의 진로 등 여러 가지를 열거할 수 있다. 그랑제콜은 전문교육을 하는 교육기관이다. 교육수준이 높을 뿐 아니라 실제적인 교육에 치중함으로 그랑제콜의 졸업생들은 졸업 후 고등·대학의 교사나 교수, 관공서나 각 기업체의 고급간부 및 엔지니어가 된다. 따라서 우수한 학생들은 자연히 일반대학보다 그랑제꼴을 지망하게 되며 프랑스의 영재들은 그랑제꼴을 통하여 배출된다.
그랑제콜 준비반(CPGE)에 들어가려면, 바깔로레아에 합격해야 함은 물론 고등학교 최종학년의 성적표와 교사의견서를 제출해야 한다. 준비반은 2년 과정이다. 2년 과정의 교육을 이수한 후 그랑제꼴에 입학하기 위하여 매우 어려운 입학시험을 치루어야 하며 서류전형이 동시에 실시되기도 한다. 그랑제꼴의 수업 연한은 3년 또는 4년이며, 그랑제꼴을 졸업하려면 바깔로레아 이후 보통은 5~6년이 걸리므로 일반대학보다 학업 연한이 길다.

### 졸업의 유형
프랑스에서는 학업을 마무리 짓는 과정이 매우 다양하며 이들 졸업 유형 가운데에는 한국의 교육제도에 없는 졸업 유형이 거의 대부분이다.
- BREVET: 중학과정 졸업
- BEP (Brevet d'études professionelles): 직업고등학교 졸업
- CAP (Certificat d'aptitude): 중등 직업학교 졸업
- BAC (Baccalauréat): 인문고등학교 졸업
  - BAC TECH (Baccalauréat Technologique): 인문기술고등학교 졸업
- IUT (Institut universitaire de technologie): 전문 고등기술학교 졸업
- DUT (Diplôme universitaire de technologie): 전문기술대학 졸업
- BTS (Brevet de technicien supérieur): 전문기술고등대학 졸업
- DEUG (Diplôme d'études universitaire générale): 일반대학 제1과정 졸업
- Licence: 일반대학 제2과정 졸업(학사)
- CAPES (Certificat d'aptitude de professeur de l'enseignement secondaire): 일반대학 제2과정 졸업
- Maîtrise: 일반대학 제2과정 졸업(석사)
- Agrégation: 일반대학 제2과정 졸업후 고등학교 선생자격 취득
- Diplôme: 일반대학 이외의 국가특수 대학(그랑제콜 및 기타 에콜) 졸업
- DEA (Diplôme d'études approfondies): 석사 후 과정 졸업
- DESS (Diplôme d'études supérieurs spécialisées): 석사 후 과정 졸업
- Doctorat: 박사과정 졸업

## 같이 보기
- 파리 대학교